# Achille Funi
Achille Virgilio Socrate Funi (Ferrara, 26 febbraio 1890 – Appiano Gentile, 26 luglio 1972) è stato un pittore italiano, fra gli iniziatori del movimento artistico del Novecento nel 1922 a Milano. È stato anche scultore, architetto, illustratore, scenografo e grafico. Negli anni trenta ha teorizzato e praticato il ritorno alla pittura murale.

## Biografia
Dai 12 ai 15 anni frequentò la civica scuola d'arte Dosso Dossi nella sua città natale; nel 1906 si iscrisse all'Accademia di Belle Arti di Brera dove frequentò i corsi di pittura della figura sotto la guida di Cesare Tallone, diplomandosi poi nel 1910. Qui, fra il 1939 e il 1960, per la competenza nella pittura murale, divenne anche titolare della cattedra d'affresco.
A Milano venne a contatto con il gruppo futurista e nel 1914 manifestò la sua personale posizione in seno al movimento partecipando alla mostra di Nuove Tendenze patrocinata dal pittore e critico Ugo Nebbia e tenutasi presso la Famiglia Artistica di Milano; qui espose nove sue opere insieme a quelle di Adriana Bisi Fabbri, Leonardo Dudreville, Marcello Nizzoli, Giovanni Possamai e altri. Il sodalizio voleva offrire una versione ammorbidita dei fermenti futuristi e si risolse in realtà in un coagulo di artisti fra loro slegati. L'eclettismo apparve la principale caratteristica del gruppo, mentre Funi, che si autopresentò nel catalogo, vi propose una lettura dinamica del costruttivismo cubista: “Preso dal bisogno di ritrovare quei valori plastici e ritmici che la pittura dell'ultimo Ottocento aveva del tutto perduti”, Funi elaborò una sua particolare forma di futurismo che nella scomposizione delle forme e dei volumi si apparenta per certi versi al dinamismo di Boccioni, e non è un caso se quest'ultimo gli dedicò uno dei pochissimi articoli monografici sui contemporanei.
Benché Boccioni lo avesse definito “uno dei maggiori campioni della pittura italiana d'avanguardia”, Funi mantenne in seguito una certa distanza dal movimento, di cui non condivideva appieno il senso della dissacrazione formale. L'interesse per le forme piene, tipiche del Cézanne riletto da Picasso, lo attraeva assai più del vorticoso dinamismo marinettiano (anche se la sua tematica prediletta era quella della velocità e gli stilemi quelli della compenetrazione cromatica e della sovrapposizione delle figure tagliate), tanto che Boccioni scrisse che Funi, nonostante le apparenze, rimaneva profondamente realista. Ma, allo scoppio della Grande Guerra, Funi si ritrovò nel gruppo marinettiano, arruolandosi anch'egli nel battaglione Lombardo Volontari Ciclisti insieme a Boccioni, Marinetti, Sironi, Sant'Elia e Russolo.
Tornato a Milano, trovò una situazione profondamente mutata: molti dei suoi amici erano caduti in guerra o morti per la terribile epidemia di spagnola, mentre il clan marinettiano aveva innestato il proprio impeto rivoluzionario in un contesto maggiormente attento al dato politico.
Dai Fasci Futuristi ai Fasci di Combattimento il passo fu breve. Il 23 marzo 1919 Funi partecipò alla fondazione dei Fasci italiani di combattimento ed espose alla "Grande Mostra Futurista" di Palazzo Cova. In questa occasione diede una svolta alla sua posizione nei confronti del futurismo firmando con Dudreville, Russolo e Sironi il manifesto Contro tutti i ritorni in pittura.
Anche in questo secondo Futurismo, Funi fu tuttavia un eterodosso: le opere dell'epoca mostrano un'attenzione per robusti valori formali, che discendono più dal cubismo sintetico o dalla metafisica casoratiana, che dal dinamismo futurista o dal cromatismo fauve (elementi che comunque sono rintracciabili nelle sue opere).
Secondo la testimonianza di Filippo de Pisis, nel 1922 Funi ricevette la prima committenza pubblica: l'incarico di dipingere le tre lunette esterne della chiesa di San Benedetto a Ferrara, ma per motivi non chiariti l'opera non fu mai realizzata.
Nello stesso anno, per iniziativa di Margherita Sarfatti e Lino Pesaro nacque il gruppo di Novecento e Funi fu tra i suoi fondatori insieme ad Anselmo Bucci, Leonardo Dudreville, Mario Sironi, Ubaldo Oppi, Emilio Malerba e Pietro Marussig. Il gruppo, che esordì a livello nazionale nel 1924 alla Biennale di Venezia, si orientava verso un recupero della tradizione classica italiana rivisitata alla luce delle esperienze delle avanguardie degli inizi del secolo. Le sue figure femminili, le nature morte, i ritratti, al di là dell'esplicita aspirazione neoclassicistica, stabiliscono un'eclettica gamma di riferimenti culturali, in parte connessi alla tradizione artistica ferrarese (Venere innamorata, Malinconia; Milano, Galleria d'Arte Moderna; Autoritratto, Milano, collezione Pallini). L'interesse per la figura come fulcro ideale e soggetto principale dell'opera è, insieme con l'attenzione al mestiere, la caratteristica dominante del classicismo degli anni venti. Si era ormai spenta l'eco delle dichiarazioni futuriste del Manifesto tecnico (aprile 1910). Ora si parla di “umanità”, di centralità dell'uomo nella pittura. Giorgio de Chirico vede nella figura la grammatica del linguaggio pittorico. Severini riconosce esplicitamente il piacere che una persona prova di fronte alla propria immagine, se questa è costruita con ritmi e proporzioni armoniosi. “È naturale che ci si rivolga al corpo dell'uomo e della donna, nel momento in cui si indica un nuovo umanesimo”, ha scritto Fagiolo Dell'Arco.
Nel 1925 la Sarfatti, in una monografia su Funi, considerava l'artista erede della tradizione classica e rinascimentale ferrarese, ritenendo profeticamente che i caratteri di essenzialità e di grandezza del comporre che Funi dimostrava avrebbero potuto tradursi in efficaci soluzioni ad affresco.
Con il 1930 si concluse l'esperienza del gruppo del Novecento: alla I Quadriennale nazionale d'arte di Roma, infatti, alcuni degli esponenti (Funi compreso) si presentarono come "Scuola di Milano". In questi anni si rivelò la vocazione artistica di Funi per la pittura murale: importanti le sue decorazioni ad affresco eseguite per le Triennali di Milano dal 1933 in poi. Dopo aver lavorato alla Chiesa del Cristo Re a Roma, dal 1934 al 1938 si dedicò alla decorazione per la sala dell'Arengo (già sala della Consulta) del Palazzo Municipale a Ferrara, in collaborazione con Felicita Frai. Questa serie di affreschi è considerata la sua più celebre ed è stata omaggiata dal pittore americano Nicholas Quiring in una serie di sanguigne conservate presso la biblioteca Ariostea di Ferrara.
In seguito, Funi lavorò in S. Giorgio Maggiore e nel Palazzo di Giustizia a Milano; eseguì un grande mosaico nella basilica di S. Pietro a Roma mentre per conto dell'amico Italo Balbo fu chiamato ad affrescare la chiesa di San Francesco e il palazzo del Governatore a Tripoli in Libia.
Dal 1939 insegnò affresco all'Accademia di Belle Arti di Brera, Milano. Nel 1942 lavorò ai cartoni per un vasto affresco destinato al Palazzo dei Ricevimenti e dei Congressi dell'EUR, andati dispersi con la caduta del fascismo. Nel 1945 ottenne la cattedra di pittura all'Accademia Carrara di Bergamo e successivamente ne diventò direttore, succedendo a Luigi Brignoli. Qui, negli anni fra il 1940 e il 1945 si dedicò alla decorazione del Cinema San Marco. Negli anni cinquanta tornò ad insegnare a Brera. Suoi allievi sono stati Fernando Carcupino, Oreste Carpi, Giuseppe Ajmone, Valerio Pilon, Alberto Meli, Dario Fo e Valerio Adami. Nel 1949-1950, Funi aderì al progetto della importante collezione Verzocchi, sul tema del lavoro, inviando, oltre ad un autoritratto, l'opera Lo scultore. La collezione Verzocchi è attualmente conservata presso la Pinacoteca Civica di Forlì.

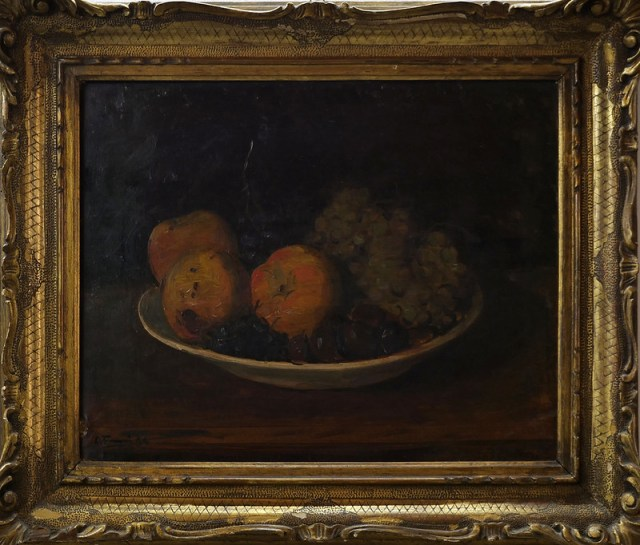
Natura Morta, 1944 (Casa Museo Francesco Cristina)

Tra le altre opere ad affresco realizzate da Funi, si ricordano quelle del ridotto del Teatro Manzoni (1946), del Banco di Roma (1951) e della Banca Generale dei Crediti (1959) a Milano; della Banca Popolare di Bergamo (1952). Ultima sua opera murale, eseguita tra il 1962 e il 1963, è nella Chiesa dei Paolotti a Rimini.

## Opere
- Autoritratto, acquerello e matita su carta, 1908, collezione privata[11]
- Autoritratto con la brocca blu, olio su tela, Palazzo Ducale (Genova)[11]
- Maternità, olio su tela, 1920-1921, collezione privata[11]
- La terra, olio su tela, collezione Gaspare Tosi[11]
- Ritratto della sorella, 1921[12]
- Autoritratto da giovane, 1924[13]
- Veduta romana, 1930 circa, Museo d'arte moderna e contemporanea Filippo de Pisis (Ferrara)
- Paesaggio, olio su tela, 1930, Museo d'arte moderna e contemporanea Filippo de Pisis (Ferrara)
- Publio Orazio uccide la sorella Camilla, olio su tela, 1930-1932, Neue Nationalgalerie (Berlino)
- Venere latina, olio su tela, 1930, collezione privata
- Diana, olio su tela, 1930, collezione privata
- Il mito di Ferrara (La caduta di Fetonte, I Crociati a Gerusalemme, Medoro e Angelica e San Giorgio), ciclo murale, 1934-1938, sala dell'Arengo, Palazzo Municipale (Ferrara)

## Achille Funi nei musei
- Galleria Guggenheim, Venezia
- Museo d'arte moderna e contemporanea Filippo de Pisis, Ferrara
- Pinacoteca Leonida ed Albertina Repaci, Palmi
- Accademia Nazionale di San Luca, Roma.

Nelle collezioni d'arte della Fondazione Cariplo figurano quattro cartoni preparatori di Funi.

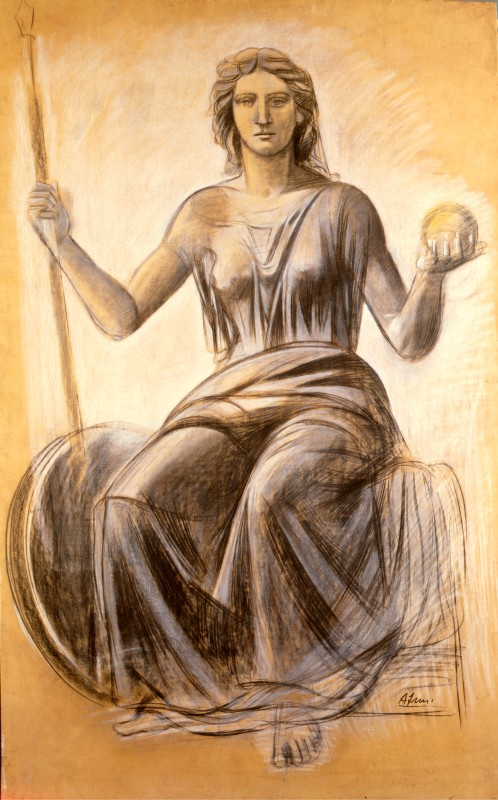
Dea Roma
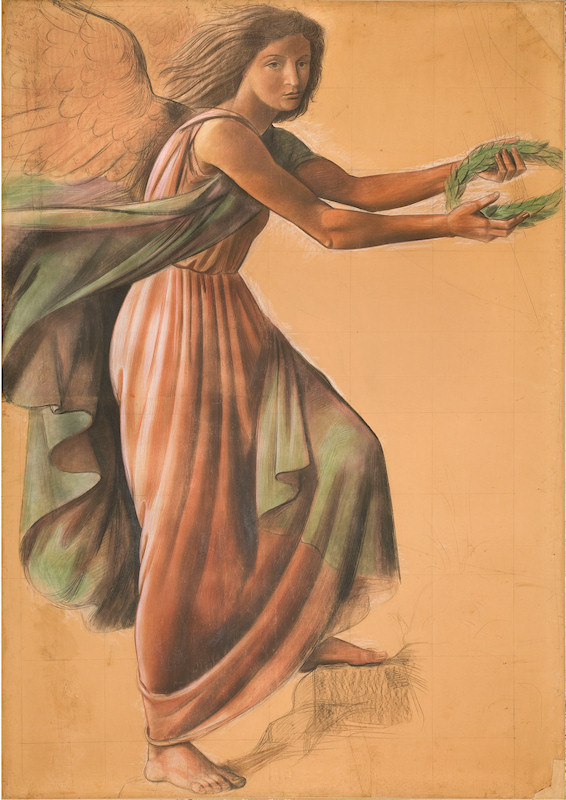
La Gloria
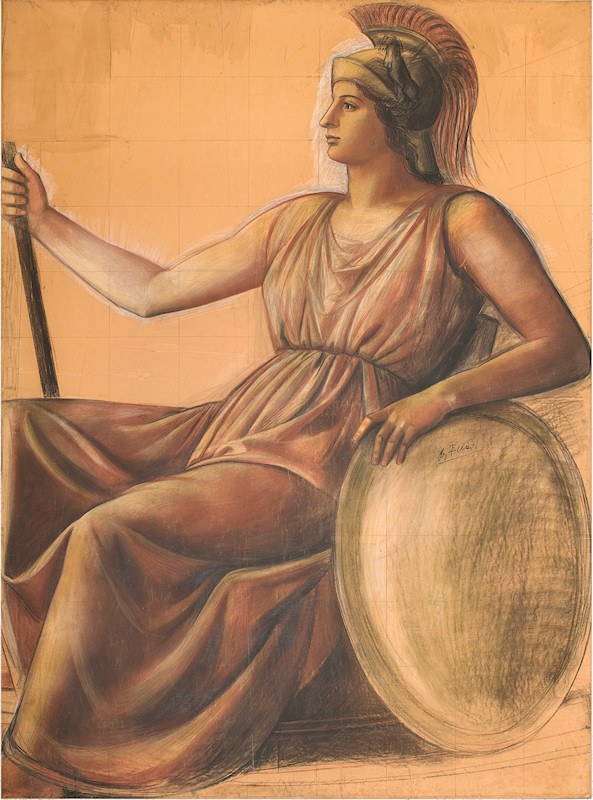
Minerva
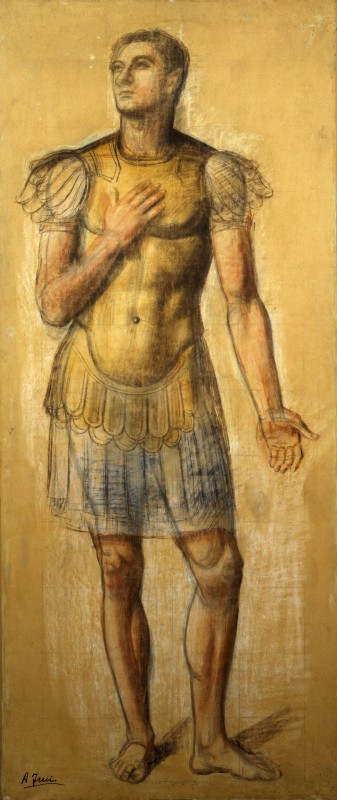
Soldato romano